# Johann Arfvedson
Johann August Arfvedson (født 12. januar 1792, død 28. oktober 1841). Han var en svensk kemiker, og var manden som opdagede stoffet Lithium.
Johann tilhørte en rig borgerlig familie. Søn af fabriksejeren og købmanden Jacob Arfvedson og hans ægtefælle Anna Elisabeth Holtermann. Han var student på "University of Uppsala" i 1803. Færdiggjorde en grad i "Law" i 1809 og en anden grad i mineralogi i 1812. I det sidstnævnte år, modtog han en (ubetalt) stilling i Den Royale Bestyrelse af Forstand (Royal Board of Minds).